# Pterostichus carolinus
Pterostichus carolinus är en skalbaggsart som beskrevs av Darlington 1931. Pterostichus carolinus ingår i släktet Pterostichus och familjen jordlöpare. Inga underarter finns listade i Catalogue of Life.